# 11 Bootis
Désignations
11 Bootis est une étoile de la constellation du Bouvier, située à 332 ± 3 années-lumière (101,7 ± 0,9 parsecs) de la Terre.